# Viktor Ljubić
Viktor Ljubić (wł. Vittorio Gliubich; ur. 18 kwietnia 1902 w Szybeniku, zm. 20 maja 1984 w Fidenzy) – chorwacki wioślarz reprezentujący Królestwo Włoch, brązowy medalista olimpijski.
Wystąpił na igrzyskach olimpijskich w Paryżu w 1924, gdzie reprezentanci Włoch w składzie: Ante Katalinić, Frano Katalinić, Šimun Katalinić, Giuseppe Crivelli, Latino Galasso, Petar Ivanov, Bruno Sorić, Carlo Toniatti i Viktor Ljubić (sternik) zdobyli brązowy medal w ósemkach. W finale wyprzedziły ich jedynie osady Stanów Zjednoczonych i Kanady. Był to jego jedyny start olimpijski.
W tej samej konkurencji zdobył także złoty medal na mistrzostwach Europy w Como (1923).